# Slobodanka Maksimović
Slobodanka Maksimović z domu Tuvić (cyr. Слободанка Мaксимовић, panieńskie Тувић; ur. 19 września 1977 w Nowym Sadzie) – serbska koszykarka występująca na pozycji środkowej.

## Osiągnięcia
Na podstawie, o ile nie zaznaczono inaczej.
Drużynowe
- Mistrzyni:
  - Jugosławii (1998, 1999)
  - Węgier (2000, 2001)
  - Francji (2005, 2007)
- Wicemistrzyni:
  - Węgier (2002)
  - Francji (2006)
  - Polski (2008)
- Brąz:
  - Euroligi (2001, 2006)
  - turnieju Federacji Francji (2003)
  - mistrzostw Polski (2009)
- 4. miejsce w Eurolidze (2003)
- Zdobywczyni:
  - pucharu:
    - Jugosławii (1998, 1999)
    - Węgier (2000–2002)
    - Włoch (2004)
    - Francji (2007)
    - Polski (2008, 2009)

  - Superpucharu Polski (2007, 2008)
- Zwyciężczyni turnieju Federacji Francji (2005)
- Finalistka pucharu:
  - Francji (2005, 2006)
  - Federacji Francuskiej (2006, 2007)

Indywidualne
- MVP:
  - turnieju Federacji Francji (2005)
  - sezonu regularnego ligi węgierskiej (2001)
- Uczestniczka meczu gwiazd:
  - PLKK (2008)[5]
  - francuskiej ligi LFB (2002)[6]

Reprezentacja
- Uczestniczka mistrzostw Europy (1997 – 8. miejsce, 1999 – 7. miejsce, 2001 – 5. miejsce, 2003 – 8. miejsce)